# Prospección arqueológica
La prospección arqueológica es todo el conjunto de trabajos o procedimientos de laboratorio o de campo, dirigidos a la búsqueda de yacimientos arqueológicos o a saber la importancia de acontecimientos pasados. El hallazgo algunas veces es casual, pero también se pueden encontrar al buscar de forma metódica, esto se consigue mediante planes de prospección. Existen casos donde no hay duda de que nos encontramos ante un yacimiento arqueológico, existen otros en los que la información de una prospección de superficie no es suficiente ya que el yacimiento ha podido ser erosionado, desplazado de su posición original o se encuentra bajo el sedimento. Para determinar si el yacimiento se encuentra enterrado hay que realizar una prospección del subsuelo.
Con la prospección de superficie se pretende registrar parte o la totalidad de los yacimientos del área geográfica y de los cuales existen restos visibles. La prospección del subsuelo no se aplica a un área geográfica amplia sino que se aplica a un yacimiento concreto, ya conocido, para evaluarlo y determinar qué partes del yacimiento pueden ser más rentables para excavar.
Lo primero que se ha de hacer es delimitar el terreno a estudiar. Los límites pueden ser arbitrarios (administrativos) o geográficos (búsqueda de regiones con ciertas similitudes). Se puede optar por dos sistemas: la cobertura total (recorrer todo el territorio a estudiar observándolo todo con la misma intensidad, mayor frecuencia a menor territorio) o el muestreo (selección de áreas significativas). Un elemento fundamental es la intensidad de la prospección que responde al detalle con el que se va a observar el terreno a prospectar. Los prospectores realizan, colocados en línea, un barrido en diferentes direcciones para observar lo que hay en el suelo. Cuanto más juntos vayan, mayor será la intensidad. La prospección se basa en la visibilidad de los yacimientos y habrá que distinguir si no vemos los restos porque no los haya o porque no lo vemos.
La prospección arqueológica ha estado considerada dentro de una categoría menor dentro de la práctica arqueológica y durante mucho tiempo no tuvo un marco teórico propio; desde finales del siglo XX ha experimentado un gran crecimiento y autonomía debido a que el incremento de los costes de las excavaciones les ha obligado a valorar mejor el yacimiento antes de excavarlo.[cita requerida] La prospección se ha considerado el paso previo para la excavación, pero es una actividad arqueológica por sí misma.
La prospección de campos de batalla o arqueología de campos de batalla se encuentra apenas en desarrollo siendo solo en España por Clemente González García en España y Daniel Vanderleven en México de los pocos investigadores que han desarrollado técnicas especializadas para la clasificación. Aquí este tipo de prospección esta en aumento y se da bajo sistemas magnéticos y geofísicos así como una especialización en tácticas militares.

## Tipos de prospección
- Extensiva: este tipo de prospección utiliza como marco de actuación unidades administrativas, como un municipio. La exploración procede a la inspección del terreno que se centra en puntos de especial potencial arqueológico (por ejemplo las cuevas). La información es general, casi siempre sesgada y se agrupa por etapas.

- Intensiva: se realiza mediante la inspección intensiva del terreno. Se realiza sobre áreas relativamente pequeñas, por una serie de personas separadas a intervalos iguales y que utilizan cuadrículas artificiales para controlar el terreno, en parte o su totalidad. Este tipo de actividad de campo aparece en los años 60 con la nueva arqueología. Son aconsejables áreas de prospección de nos más de 100 kilómetros cuadrados en las zonas de difícil visibilidad y no superiores a los 500 kilómetros cuadrados para áreas de fácil visibilidad.

## Prospección de superficie
Es la búsqueda de yacimientos arqueológicos en la superficie terrestre y contiene dos fases de trabajo: análisis de laboratorio y análisis de campo. 

### Análisis de laboratorio
Destinado a la recuperación de información del área. Pretende recuperar datos en dos apartados, uno en la geografía de la zona y otro en la recogida de toda información oral o escrita.
Las herramientas utilizadas para recuperar información geográfica son mapas de cultivo y de aprovechamiento del suelo y mapas topográficos. Se realiza una cartografía probabilística, primero determinan el área de lugares que a priori se pueden considerar zonas de asentamiento y que serían objeto de atención en el trabajo de campo. Por ejemplo lugares cercanos al sílex o al agua.
Para la información oral o escrita, se utiliza bibliografía, como relatos de viajeros y, sobre todo, la toponimia, herramienta fundamental ya que los nombres pueden estar perpetuando un hecho o circunstancia. Prestaremos atención a los nombres que hacen referencia a fuentes de energía como pedrizas, minas, encantada, etc.
Toda la información es completada con fotografías aéreas y con fotografías de satélite que permiten revelarnos anomalías en forma de fosos, diferencias en la forma del suelo, marcas de cosecha, etc.

### Actividad de campo
Está destinada a buscar y encontrar los yacimientos de una zona concreta. Existen tres tipos de prospección de campo: viajes exploratorios, prospecciones extensivas y prospecciones intensivas.

## Prospección de subsuelo

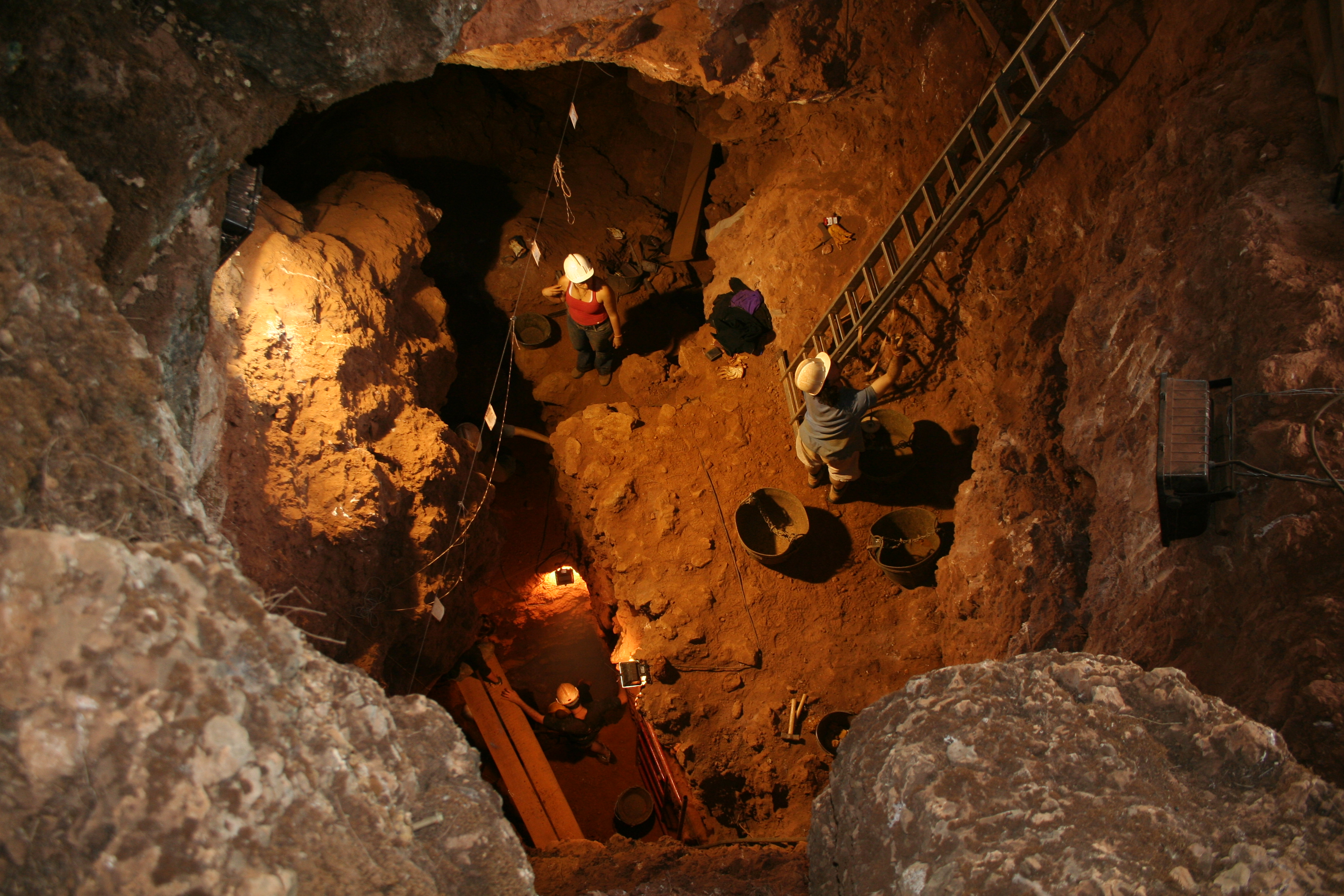
Procesos de prospección arqueopaleontológica en la Cueva de Santa Ana en 2008 (Cáceres, Extremadura)

Consiste en la excavación del suelo terrestre aunque desde finales del siglo XX existen medios para reconocer restos sin necesidad de excavar. Existen métodos químicos, geofísicos y el recurso de la fotografía aérea que nos permite saber en qué zona es más conveniente prospectar sin remover la tierra.

## Métodos y técnicas de prospección

### Fotografía aérea
La fotografía aérea permite ver el área geográfica y puede revelar la existencia de estructuras invisibles desde el suelo y lo que la convierte en una herramienta imprescindible para la prospección. 
En ocasiones las alteraciones del suelo pueden estar relacionadas con yacimientos en el subsuelo, estas alteraciones del terreno pasan inadvertidas desde tierra firme. Poniendo una luz rasante que acentúe las alteraciones se puede estar observando estructuras enterradas. Se utiliza en zonas donde hay vegetación o el suelo es húmedo. En las zonas con vegetación se puede observar que las plantas crecen más alto donde hay más tierra y menos donde hay menos cantidad de tierra, son las llamadas marcas de cosecha (descritas en inglés como crop marks).
En los lugares húmedos la coloración del suelo varía según el grado de humedad, el color es más oscuro donde hay más suelo y por tanto mayor humedad; un color claro en el suelo podría ser evidencia de una estructura enterrada.
En lugares sin vegetación y secos la fotografía aérea no ofrece buenos resultados.

### Prospección magnética
Fue descubierta en 1959 por Aitken, se basa en el registro de la variación local del campo magnético terrestre, esta variación se debe a la presencia en el subsuelo de materiales magnéticos, como objetos de hierro, pozos, etc. Esta técnica tiene un elevado costo del equipo, además tiene problemas de uso en subsuelos en los que se encuentren elementos metálicos que afecta al quedar registrada (chatarra, conductos de agua,...) y no se puede realizar cerca de cables de fuerza eléctrica o cerca de emisoras transmisoras de radio ni sobre rocas ígneas, como el basalto.

### Prospección geofísica
Es la técnica más tradicional y consiste en sondear el suelo con barras o taladros y anotar los lugares en que tropiezan con cuerpos sólidos o con cavidades. Algunos arqueólogos aún la utilizan para estimar la profundidad de los depósitos o para explorar fosos. Las barrenas se utilizan también por los geomorfólogos para el estudio de los sedimentos del yacimiento. Existe el riesgo de dañar los artefactos o las estructuras frágiles.
Una de las técnicas más avanzadas las ha dado a conocer el profesor David Thiel de la universidad de Griffith Australia han mostrado avances significativos.

### Teledetección bajo la superficie
Las técnicas de sondeo son útiles pero el yacimiento queda alterado, sin embargo hay una serie de técnicas que no son destructivas. Son los dispositivos geofísicos de teledetección, que implican el paso de diferentes tipos de energía a través del suelo, basándose en las anomalías encontradas por esta energía, o bien, la medición de la intensidad del campo magnético terrestre.

### Métodos sísmicos y acústicos
La forma más simple de hacer pasar energía a través del suelo es golpeándolo. El bosing (o bowsing) es la percusión de la tierra con un pesado mazo de madera o un recipiente relleno de plomo en el extremo de un mango largo. El registro del sonido resultante ayuda a localizar las estructuras sepultadas, ya que un ruido sordo indica que el suelo no está alterado, y las zanjas u hoyos ocultos producen un sonido más resonante. Esta técnica ha quedado obsoleta debido a los avances tecnológicos.
La técnica de ondas verticales consiste en un aparato que genera y amplifica las llamadas ondas Rayleigh golpeando el suelo suave y repetidamente. La velocidad de las ondas se puede calcular mediante dos puntos de captación separados por una distancia fija. Las ondas se propagan con mayor rapidez en los materiales duros y más lentamente en la arcilla o materias blandas, se pueden detectar estructuras tales como superficies de suelo sepultadas. Las secciones generadas por el aparato pueden ser posteriormente transformadas en un mapa de curvas de nivel de las estructuras enterradas.

### Ondas de radio e impulsos eléctricos
El radar de suelos es un método parecido, en vez de usar las ondas sonoras usa ondas de radio. El emisor emite impulsos breves a través del suelo, y los ecos resultantes reflejan las variaciones del mismo. Un aparato típico hace las lecturas de diez centímetros de largo por un metro de ancho y una profundidad que puede alcanzar los tres metros. Las lecturas del mismo se envían a un ordenador que produce una serie de porciones radiográficas, que combinadas, generan una imagen tridimensional de lo que hay bajo el suelo. Funciona bien en suelos arenosos secos y muy drenados. Es un método lento y todavía está en fase de experimentación.
El georradar es otra modalidad de este mecanismo, desarrollado por técnicos estadounidenses y suecos. Está compuesto de una antena más grande instalada en un brazo de grúa acoplado a un carro de radar de gran tamaño. Transmite energía electromagnética al suelo que en parte se refleja cuando localiza una interconexión de dos materiales o dos propiedades eléctricas distintas. La medición del tiempo transcurrido entre la emisión y el reflejo de las señales ayuda a localizar las posiciones de los diferentes niveles o los objetos enterrados. Es capaz de alcanzar profundidades de cuatro metros en terrenos de turba.

### Resistividad eléctrica
Es un método muy común. La técnica está basada en el principio de "cuanta más humedad tenga el suelo ofrecerá menor resistencia a la corriente eléctrica". Es muy efectiva en zanjas, canteras de creta y grava y en las construcciones de barro. Es muy lenta ya que hay que colocar los cuatro electrodos para cada lectura, es asimismo un complemento efectivo de otros métodos de sondeo a distancia y puede reemplazar a métodos magnéticos ya que puede ser utilizado en áreas urbanas, cerca de líneas eléctricas y de metales.

### Detector de metales
Los detectores de metales son aparatos electromagnéticos útiles para localizar restos bajo el suelo. Se hace pasar una corriente eléctrica a través de una bobina transmisora que genera un campo magnético alterno. Los objetos enterrados distorsionan el campo y son detectados mediante una señal eléctrica captada por una bobina receptora. Con ellos se obtienen resultados generales rápidamente y son de gran ayuda en la localización de objetos de metal modernos. Son utilizados también por aficionados que pueden descubrir yacimientos (son los llamados "cazadores de tesoros").Sin embargo hay profesionales responsables como el caso del investigador Daniel Vanderleven quien ha estado por varios años empleando detectores de metales realizando innovaciones en su manejo y en la detección, quien ha puesto a resguardo varios objetos y documentado más de 5 mil objetos clasificados. Logrando nuevas facetas de la investigación con tecnología. El barrido Montserrat, el avance predictivo, la técnica Milenka son técnicas desarrolladas en campos de batalla y arqueología la cual da ventajas en su detección aumentando las posibilidades de localización en un 90% .

### Radiactividad y dispersión de neutrones
El uso de la radiactividad y dispersión de neutrones se han experimentado en las pruebas de teledetección, pero solo funcionan si la capa del suelo es muy fina. La mayoría de los suelos tienen un componente radiactivo y en estas técnicas, las lecturas miden la discontinuidad que hay entre las zanjas y los fosos y la tierra que los rodea. En el método de los neutrones, se introduce en el suelo una sonda con neutrones rápidos que detecta los neutrones lentos y se mide la proporción entre ellos. La roca genera menor porcentaje que la tierra, así se pueden detectar estructuras enterradas.

### Prospección térmica
Se basa en el cambio de temperatura que se produce sobre las estructuras sepultadas cuyas cualidades térmicas sean distintas de las de su ambiente.

### Análisis geoquímico
El análisis geoquímico consiste en la toma de muestras del yacimiento y de sus alrededores a intervalos regulares de un metro y la medición del contenido de fosfato ya que estos son los más fáciles de identificar y los que dan mejores resultados. Son estudios lentos, pero dan a conocer estructuras que otras técnicas no hacen.